# Christophe Bay
Ne doit pas être confondu avec Christophe Bays.
Christophe Bay, né le 6 septembre 1962 à Vincennes (Val-de-Marne), est un haut fonctionnaire et homme politique français. 
Il occupe plusieurs postes importants au sein de l'administration, notamment au ministère de l'Intérieur et comme préfet de l'Aube et de la Dordogne.
Devenu conseiller pour le Rassemblement national (RN) et directeur de campagne de Marine Le Pen en 2021, il figure sur la liste du RN aux élections européennes de 2024, mais n'est pas élu. Sans succès candidat aux élections législatives de la même année, il devient député européen à la suite de l'élection de Gaëtan Dussausaye à l'Assemblée nationale.

## Biographie

### Origines et études
Christophe Bay naît et grandit à Vincennes (Val-de-Marne). Il a un père ingénieur et une mère au foyer, peu politisés. Il a un grand-père capitaine des sapeurs-pompiers et une grand-mère attachée de préfecture à Chartres,,.
Il entre à l'Institut d'études politiques de Paris en 1984, où il milite au sein de l'Union des étudiants de droite, un syndicat étudiant d'extrême droite. Il est candidat aux élections de ce syndicat en 1984,,. Il entre ensuite à l'École nationale d'administration en 1988, dont il est diplômé en 1990,.

### Carrière professionnelle
À la sortie de l'ENA, il devient sous-préfet en 1990. En 1994, il entre au cabinet du ministère des Outre-mer, où il est directeur de cabinet à la direction des affaires politiques.
En 2000, il entre au cabinet du ministère de l'Intérieur, où il est conseiller technique de Jean-Pierre Chevènement, puis de Daniel Vaillant. En 2002, il est nommé directeur adjoint de la préfecture de police de Paris. Entre 2004 et 2008, il est secrétaire général de la préfecture du Rhône. Entre 2008 et 2011, il travaille au sein du ministère de l'Immigration de Brice Hortefeux, dont il est un temps directeur adjoint de cabinet.
En mars 2011, il est nommé préfet de l'Aube. En 2014, il est nommé préfet de la Dordogne. Il est démis de ses fonctions en 2016 suivant plusieurs enquêtes de l'Inspection générale de l'administration à son sujet. En octobre 2016, il rejoint le cabinet de la direction générale de la Gendarmerie nationale. Il demande ensuite une disponibilité de ce poste,.
En juin 2022, il est affecté au secrétariat général du ministère de l'Intérieur, poste dont il demande une disponibilité à compter d'octobre 2022.

### Collaboration avec le Rassemblement national
Recruté par André Rougé, il est un conseiller officieux du Front national lors de la campagne présidentielle de 2017,.
Il fait partie du groupe « Les Horaces », un collectif de hauts fonctionnaires, anciens de cabinets ministériels ou encore cadres de grandes entreprises, travaillant pour le Rassemblement national,.
À l'été 2020, il est chargé au sein du groupe Identité et démocratie (ID) du Parlement européen des liaisons entre les eurodéputés Rassemblement national (RN) et les élus RN nationaux.
En juillet 2021, il est nommé directeur de campagne de Marine Le Pen pour l'élection présidentielle de 2022. En octobre 2022, il récupère son poste au sein d'ID au Parlement européen.
Figurant en 33e position sur la liste du RN pour les élections européennes de 2024, il n'est pas élu. Lors des élections législatives de 2024, il est candidat RN dans la troisième circonscription d'Eure-et-Loir : il se qualifie au second tour en obtenant 36,35 % des suffrages exprimés, puis échoue à être élu député en récoltant 47,42 % des suffrages exprimés face à Harold Huwart. Cependant, en raison de l'élection de Gaëtan Dussausaye à l'Assemblée nationale, il devient député européen afin de le remplacer.

## Controverses
En 2012, les auteurs du livre Sans-papiers & préfets, la culture du résultat en portraits lui reprochent d'« expulser aussi vite que possible les personnes en situation irrégulière pour éviter les recours ». En novembre 2015, suivant le décret de l'état d'urgence, il ordonne une série de perquisitions administratives, dont celle d'un couple de maraîchers bio ayant manifesté contre le projet d'aéroport du Grand Ouest. L'affaire fait polémique et lui vaut d'être désavoué par le premier ministre Manuel Valls.
En 2016, l'Inspection générale de l'administration (IGA) mène deux enquêtes sur l'usage de l'argent public par Christophe Bay au sein de la préfecture de l'Aube et de la préfecture de la Dordogne. L'enquête sur son travail au sein de la préfecture de l'Aube conclut à des « abus de frais de bouche et un 4 × 4 acheté aux frais de l’État », tandis que l'enquête sur son travail au sein de la préfecture de Dordogne conclut à son sujet à des « pratiques onéreuses non liées à la fonction de préfet de la Dordogne »,,.
En novembre 2021, Libération publie une enquête révélant son implication dans l'affaire de l'IGS, un complot monté par l'institution policière contre des fonctionnaires de police jugés trop à gauche, qui ont été accusés à l'aide de documents truqués de participer à un trafic de titres de séjour. Selon Libération, Christophe Bay fournit dans cette affaire « le nom de la personne idéale pour rendre les faux plus authentiques ». Christophe Bay estime avoir été instrumentalisé dans l'affaire. La même enquête de Libération fait également état de plusieurs accusations de harcèlement moral à son encontre.

## Affaire judiciaire
En 2017, au cours d'une enquête sur un haut fonctionnaire accusé d'agression sexuelle, l'Inspection générale de l'administration entend des bruits de harcèlement sexuel à propos de Christophe Bay et s'intéresse à son cas. Un sous-préfet porte contre lui l'accusation d'avoir « harcelé, agressé sexuellement et violé » sa future femme en juillet 2011. L'affaire est transmise en 2018 au procureur de Paris, qui la classe sans suite, les faits de harcèlement sexuel étant prescrits et l'infraction de viol n'étant pas suffisamment caractérisée selon le parquet,,.

## Distinctions

### Décorations françaises
- Chevalier de la Légion d'honneur (2011)[7]
- Chevalier de l'ordre national du Mérite[7]